# Weissia balansaeana
Weissia balansaeana är en bladmossart som beskrevs av C. Müller 1882. Weissia balansaeana ingår i släktet krusmossor, och familjen Pottiaceae. Inga underarter finns listade i Catalogue of Life.